# Damuk
Damuk (Gyergyódamuk, románul: Dămuc) település Romániában, Neamț megyében.

## Fekvése
A Békás-szoros után, Gyergyóbékás mellett fekvő település.

## Története
Damuk (Gyergyódamuk) 1956-ig Gyergyóbékás része volt. 1956-ban és 1966-ban vált külön településsé.
2002-ben 3249 lakosa volt, ebből 3248 román, 1 magyar.